# Bombaim (gato)
Bombaim é uma raça de gatos de pelagem curta e preta, originária dos Estados Unidos da América. A história dessa raça começa quando a norte-americana Nikki Horner decidiu criar um gato que fosse a miniatura de uma pantera-negra.

## Origem de Bombaim
A história dessa raça começa quando a norte-americana Nikki Horner decidiu criar um gato que fosse a miniatura de uma pantera-negra. Ela levou mais de 30 anos para criar esta nova raça. Seu ideal era um gato parecido com o birmanês, mas negro e com olhos cor de topázio.
Sua primeira tentativa foi acasalar gatos de rua pretos de Louisville, Kentucky com birmaneses. Efetivamente deste casamento nasceram alguns gatinhos pretos mas para Nikki eles ainda se pareciam muito com gatos de rua. Depois de mais de uma dúzia de tentativas com este cruzamento Nikki abandonou o programa sem chegar a sua pequena pantera negra.
Na década de 1960  Nikki Horner decidiu tentar novamente, mas desta vez usando gatos de pêlo curto americanos pretos. O macho escolhido foi um birmanês de nome Caussius Clay. Ele foi acasalado com uma fêmea pelo curto americano preta e nasceram quatro gatinhos no dia 2 de janeiro de 1966. Nos cinco anos seguintes Nikki continuou a efetuar acasalamentos entre estas duas raças até fixar um tipo.
No dia 14 de junho de 1970 o Bombaim foi registrado no Cat Fanciers' Association (CFA). Em 1974 ele já tinha seu clube e em maio em 1976 ele já podia concorrer em classe campeão. Foi uma das primeiras raças reconhecidas pela The International Cat Association (TICA).
Seu nome foi escolhido para homenagear a Índia, região da pantera-negra.

## Características

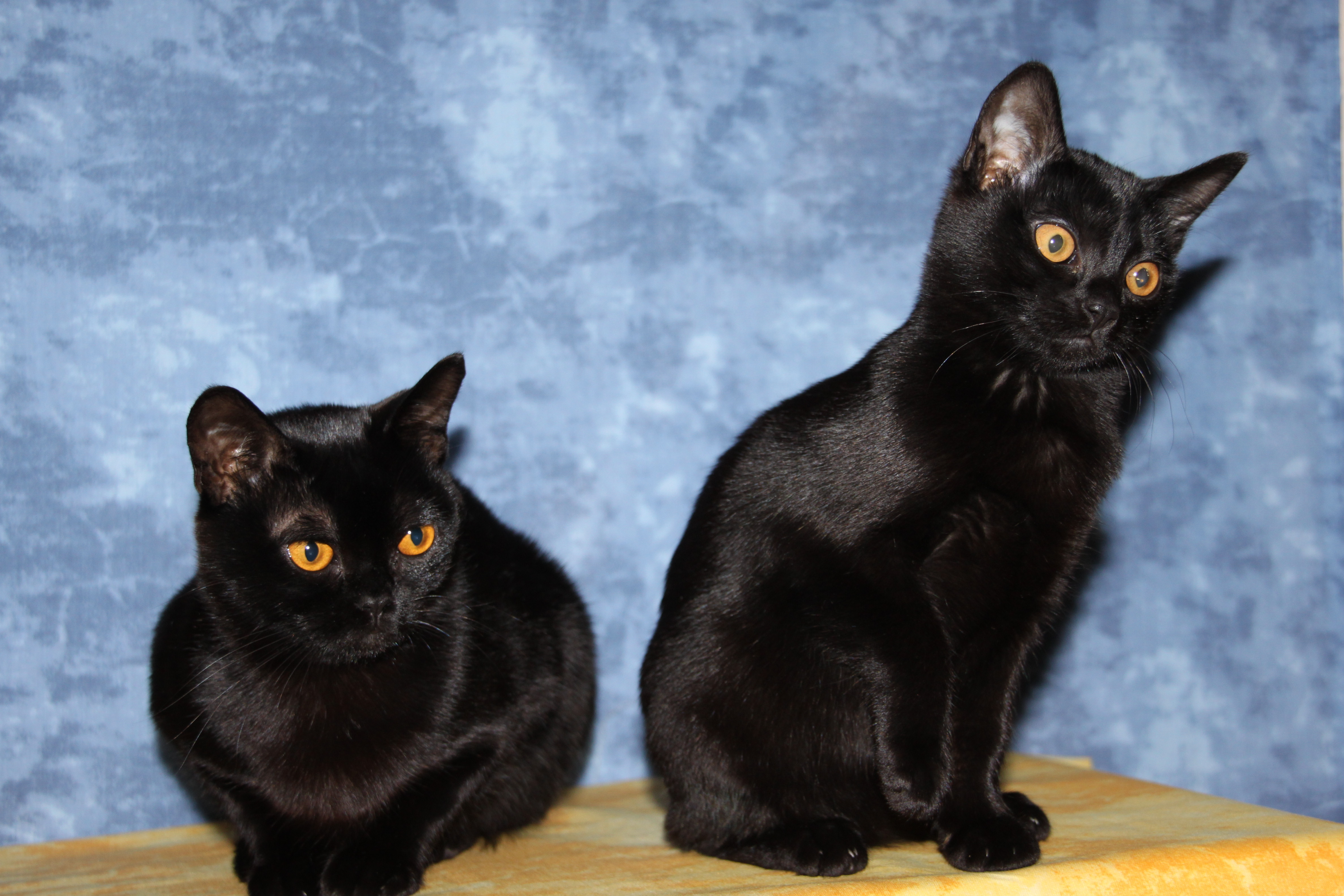
Gatos da raça Bombaim

O Bombaim deve ter um pelo completamente preto e curto, parecendo um veludo, deitado perto do corpo, sem pontos nem as ondas brancas, realçando seus músculos de pantera. Seus olhos devem ser grandes, redondos, expressivos e de cor intensa e luminosa. Sua tonalidade porém pode ir do ouro claro ao cobre.
O gato da raça de Bombay possui tamanho médio (sendo o macho maior que fêmea), de musculatura forte e sem gordura. Pesa mais do que aparenta, mas é ainda assim menos pesado que o birmanês americano, o que constitui uma das diferenças existentes entre as duas raças. O Bombaim também tem um peito mais desenvolvido e o corpo e a cauda um pouco mais comprida que o birmanês.
Sua cabeça é redonda, sem a presença de angulações agudas, o focinho é largo e curto com um ligeiro stop. Suas orelhas são de tamanho médio, largas na base, ligeiramente inclinadas para frente e com pontas arredondadas. Os pés são relativamente curtos com as garras pequenas e redondas. Ele se movimenta como os grandes felinos.
O Bombaim guarda muitas características do birmanês e por isso as duas raças podem acasalar-se. Assim sendo, é possível encontrar um gatinho birmanês em uma ninhada de bombains (acasalamento de 2 bombains). Este gatinho é então registrado como birmanês. Nascem em media 4 ou 5 gatinhos. Alguns só se tornam perfeitamente negros na idade de 6 meses.

## Comportamento
Alguns gatos da raça de Bombay miam muito e no geral são extremamente afetuosos, desde que sejam socializados corretamente. Outra das características do comportamento do Bombay é que não são gatos muito ativos, embora sejam muito brincalhões. Vive bem com outros gatos machos ou fêmeas. Gosta muito de ronronar. É um gato que não gosta de ficar só por muito tempo e é um ótimo gato de apartamento.
Para manter a pelagem bonita é necessário apenas penteá-lo vez ou outra para eliminar os pelos mortos. O Bombaim não irá reclamar destes cuidados.
Muito brincalhão, divertido e paciente, não é destruidor nem traiçoeiro. Adapta-se a qualquer clima.

## Cuidados
Esses gatos são realmente vorazes e precisam de um cuidado especial com a alimentação para que não engordem muito.
Infelizmente, muitos nascem com uma deformação craniofacial e é necessário que sejam sacrificados logo após o nascimento para que não sofram no seu pouco tempo de vida, já que esta deformação causa muita dor a eles até que isso os mate.